# عبد الرزاق الدندشي
عبد الرزاق الرستم الدندشي (1899 - 1935)، كان سياسي سوري من بلدة تلكلخ. أسس في قرية قرنايل عصبة العمل القومي عام 1932 مع لفيف من الوطنين السوريين مثل زكي الأرسوزي وصبري العسلي وأحمد منيف العائدي وأحمد الشرباتي لمحاربة الانتداب الفرنسي والبريطاني في الشرق الأوسط. توفي باكرأ وهو في عمر 36 عاماً إثر حادث قطار.